# Euptilopareia erucicola
Euptilopareia erucicola är en tvåvingeart som först beskrevs av Daniel William Coquillett 1897.  Euptilopareia erucicola ingår i släktet Euptilopareia och familjen parasitflugor.
Artens utbredningsområde är Idaho. Inga underarter finns listade i Catalogue of Life.